# Olios machadoi
Olios machadoi là một loài nhện trong họ Sparassidae.
Loài này thuộc chi Olios. Olios machadoi được George Newbold Lawrence miêu tả năm 1952.